# Sami Musa

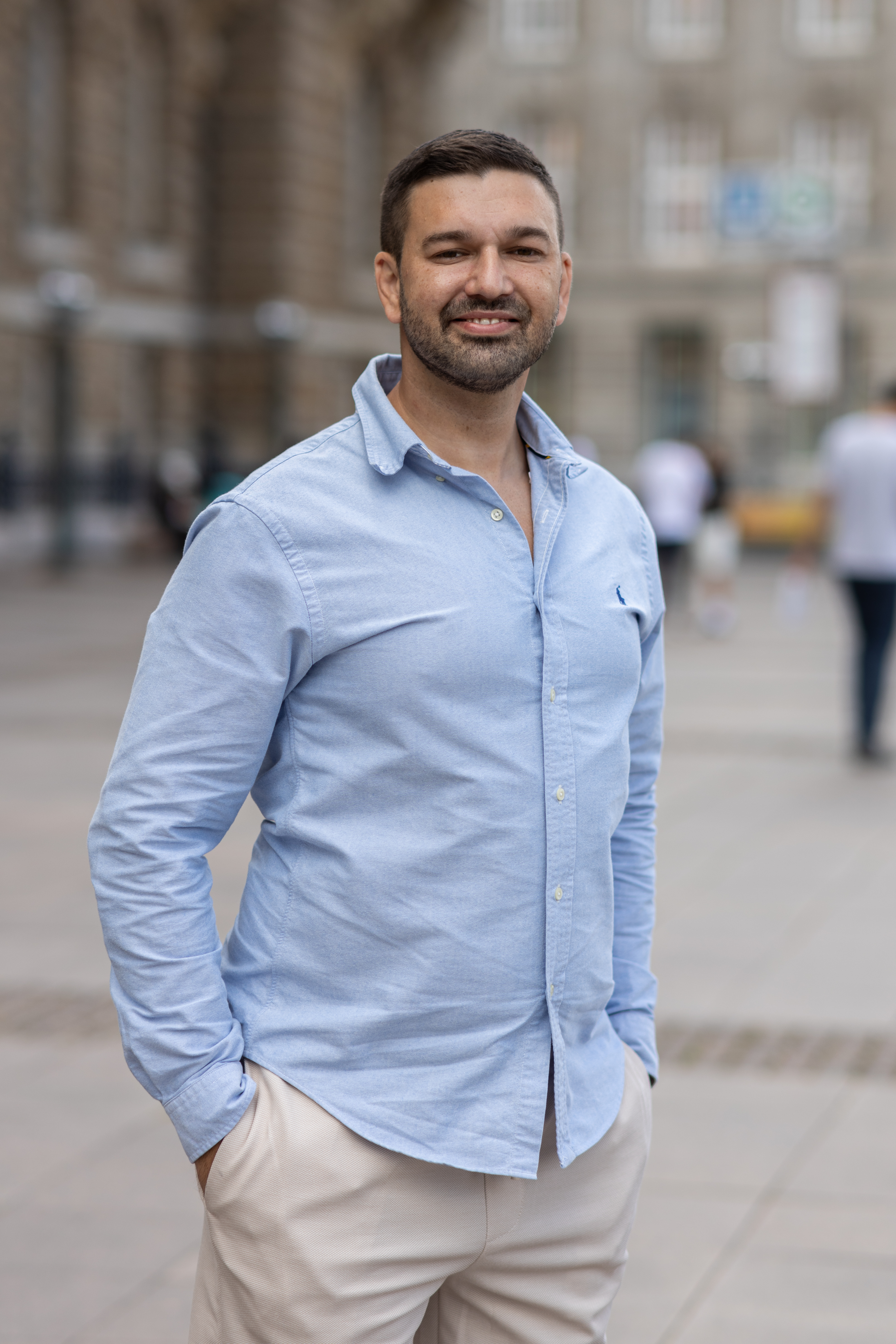
Sami Musa (2023)

Sami Musa (* 2. Oktober 1984 in Hamburg) ist ein deutscher Politiker (FDP, zuvor SPD). Er war von 2020 bis 2025 Mitglied der Hamburgischen Bürgerschaft.

## Berufliches und Privates
Musas Vater ist der Gastronom und Hotelier Xhelil Musa, der 1970 aus dem Kosovo nach Hamburg-Harburg gezogen ist. Sami Musa absolvierte Ausbildungen zum Restaurantfachmann und zum Hotelfachmann. Er ist seit 2014 Geschäftsführer des Hotels Musas Grüne Tanne.
Er ist verheiratet, hat eine Tochter und wohnt in Hamburg-Eißendorf.

## Politik
Musa trat 2009 der SPD bei. Von 2014 bis 2019 war er Mitglied der Bezirksversammlung Harburg.
Bei der Bürgerschaftswahl 2020 kandidierte er auf Platz 54 der Landesliste und zog in die Hamburgische Bürgerschaft ein, weil er besonders viele Personenstimmen erhielt. In der 22. Wahlperiode war er Mitglied im Familien-, Kinder- und Jugendausschuss und im Europaausschuss.
Am 30. September 2021 trat er aus der SPD aus und am 20. Oktober 2021 verließ er die SPD-Bürgerschaftsfraktion. Am 17. Januar 2022 trat er der FDP bei. Bis zum Übertritt der bei der Bürgerschaftswahl 2020 gewählten Anna-Elisabeth von Treuenfels-Frowein zur CDU-Fraktion am 15. Juli 2024 vertraten beide die FDP in der Bürgerschaft als fraktionslose Abgeordnete.
Bei der Bürgerschaftswahl 2025 kandidierte er auf Platz 3 der Landesliste der FDP Hamburg, verfehlte jedoch den Wiedereinzug in die Bürgerschaft.